# Friedrich von Flotow

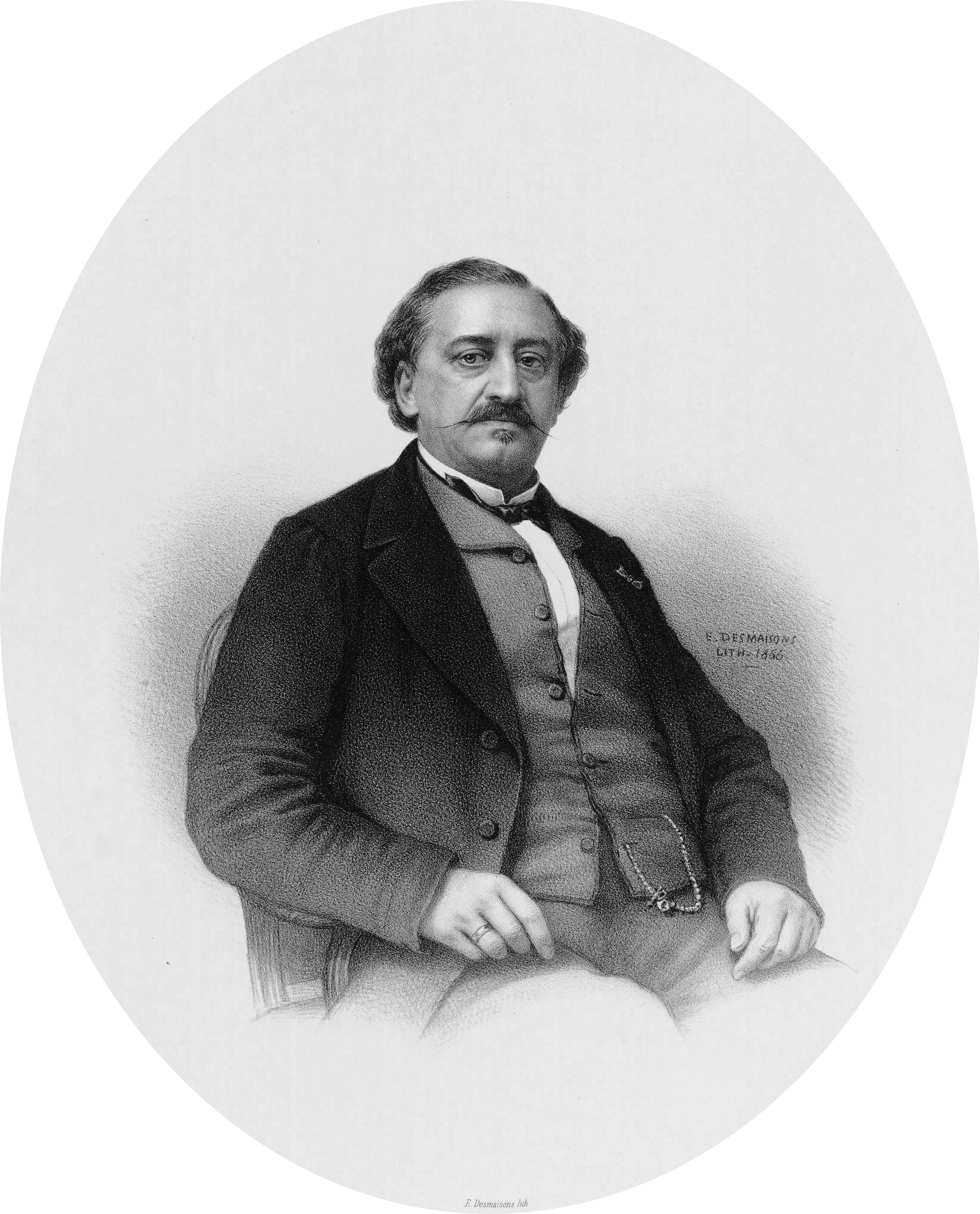
Friedrich von Flotow. Lithographie von Émile Desmaisons, 1866

Adolf Ferdinand Friedrich von Flotow (* 27. April 1812 in Teutendorf; † 24. Januar 1883 in Darmstadt) war ein deutscher Opernkomponist.

## Leben

### Kindheit und Jugend

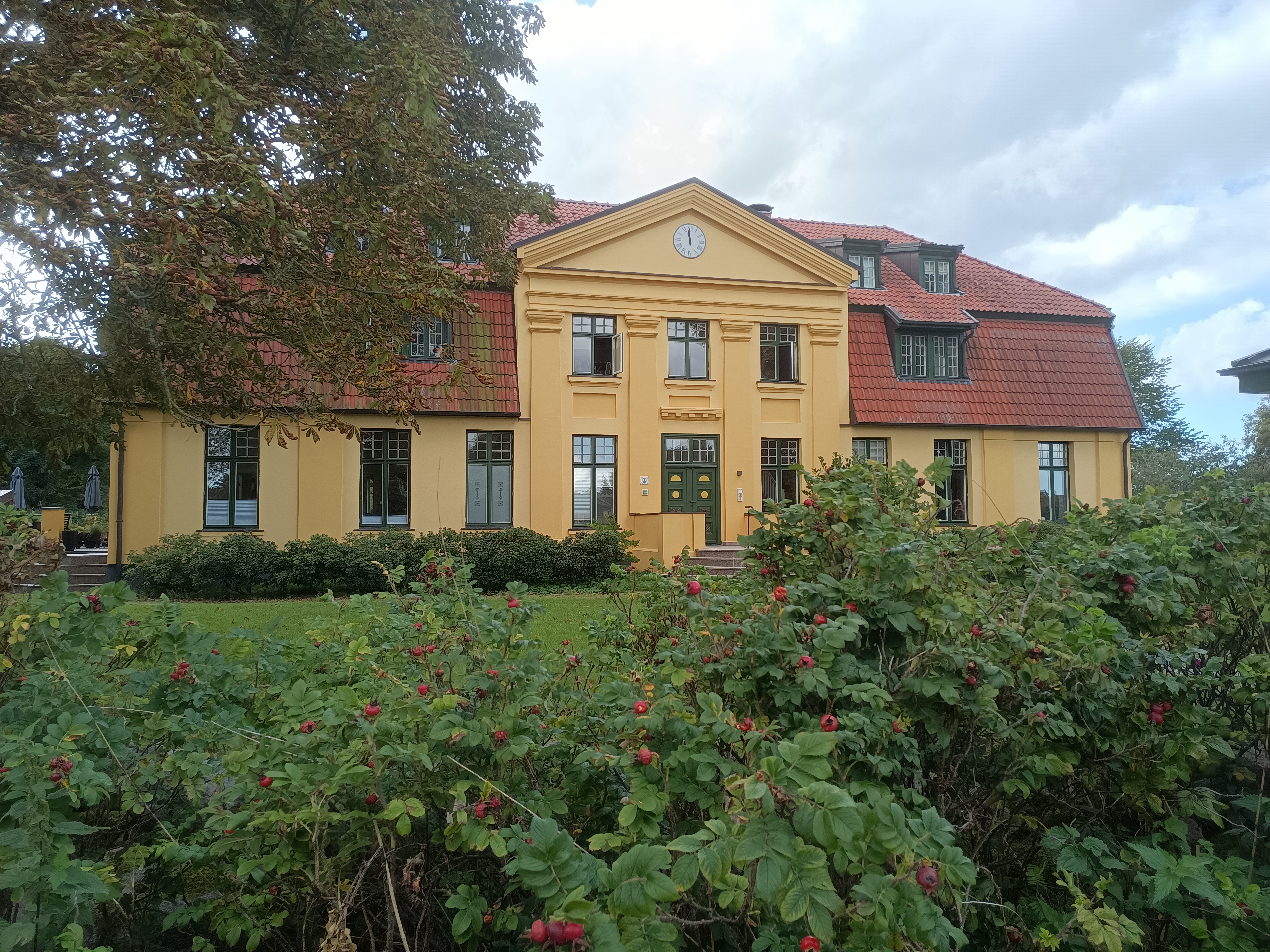
Gutshaus Teutendorf (Flotows Elternhaus) im September 2022

Friedrich von Flotow gehört zu der uradeligen mecklenburgischen Familie Flotow (Nr. 258 der Geschlechtszählung). Er wurde als zweites von vier Kindern des preußischen Rittmeisters Wilhelm von Flotow (1785–1847; Nr. 174) und dessen Frau Caroline Sophie Rahel, geb. von Böckmann (1792–1862), auf ihrem Gut Teutendorf geboren. (Der in der Literatur gelegentlich anzutreffende Adelstitel Freiherr ist nicht zutreffend). Beide Eltern waren musikalisch gebildet. Der Vater spielte Flöte, die Mutter Klavier. Von seiner Mutter erhielt Friedrich im Privatunterricht seine ersten Musikkenntnisse.

### Laufbahn als Musiker
Sein Vater hatte für Friedrich, seinen ersten Sohn, eigentlich eine diplomatische Laufbahn geplant, doch als sein musikalisches Talent offenbar wurde, ließ sein Vater ihn auf Empfehlung des Klarinettenvirtuosen Iwan Müller die Laufbahn eines Musikers einschlagen. Von 1828 an studierte er am Conservatoire de Paris Komposition bei Anton Reicha und Klavier bei Johann Peter Pixis. Dort freundete er sich unter anderem mit Charles Gounod und Jacques Offenbach an.
Im Jahr 1830 kehrte Flotow für kurze Zeit nach Deutschland zurück. Hier komponierte er seine ersten dramatischen Werke: Pierre et Cathérine, Rob Roy und La duchesse de Guise, die er dann in Paris – nicht ohne Mühe – zur Aufführung brachte. Die Frische der Melodien und der heitere Sinn, der sich in diesen Werken aussprach, fanden Anklang, und unaufgefordert übertrug ihm 1838 der Direktor des Théâtre de la Renaissance die Komposition des zweiten Aktes der Genreoper Le Naufrage de la Méduse, die binnen Jahresfrist 54 Mal aufgeführt wurde.
Auf diese Opern folgten in kurzen Zwischenräumen Le forestier (1840), L’esclave de Camoëns (1843) und das in Gemeinschaft mit Friedrich Burgmüller und Edouard Deldevez komponierte Ballett Lady Harriet (1844). 1844 konnte er mit der in Hamburg uraufgeführten Oper Alessandro Stradella seinen ersten großen Erfolg vermelden. Zusammen mit seiner 1847 in Wien uraufgeführten Oper Martha oder Der Markt zu Richmond bildete sie den Grundstock für Flotows hohen Bekanntheitsgrad, der bis Mitte des 20. Jahrhunderts anhielt. Die Libretti der beiden Opern stammten von Friedrich Wilhelm Riese (Pseudonym: Wilhelm Friedrich), der beim Schreiben auf ältere Werke, die unter der Mitarbeit von Flotow entstanden, zurückgriff. So basiert der Text von Martha auf Lady Harriet.
Von Flotows spätere Opern, wie zum Beispiel Die Großfürstin (1850, Libretto von Charlotte Birch-Pfeiffer), Rübezahl (1853, Libretto von Gustav Gans zu Putlitz) oder Albin (1856, Salomon Hermann Mosenthal), konnten keinen nachhaltigen Erfolg erringen und erscheinen nur als blasse Reproduktionen der früheren Werke.

1848 kehrte Flotow wieder nach Mecklenburg zurück, um das Erbe seines Vaters anzutreten. Dort wurde er 1855 zum Hoftheaterintendanten in Schwerin berufen und zum „Großherzoglich Mecklenburg-Schwerinischen Kammerherrn“ ernannt. Zur Einweihung des Neuen Schweriner Schlosses komponierte er 1857 die Oper Johann Albrecht, Herzog von Mecklenburg. Aus dieser Schaffensperiode stammt auch La Veuve Grapin. 1863 gab er – nach gegen seine Person gerichteten Intrigen – seinen Posten auf und zog nach Wien, wo er in die Künstlergemeinschaft Die grüne Insel eintrat, für die er viele Lieder komponierte. Seinen mecklenburgischen Gutsbesitz sowie den Titel eines Großherzoglich Mecklenburgisch-Schwerinischen Kammerherrn behielt er allerdings lebenslang. 1870 zog Flotow nach Wiener Neustadt, wo er bis 1872 in der Wiener Straße 31 wohnte. In dieser Zeit beteiligte er sich an der Gründung der Genossenschaft dramatischer Autoren und Komponisten, die, ähnlich der heutigen GEMA, die Urheberrechte der Komponisten schützen sollte.

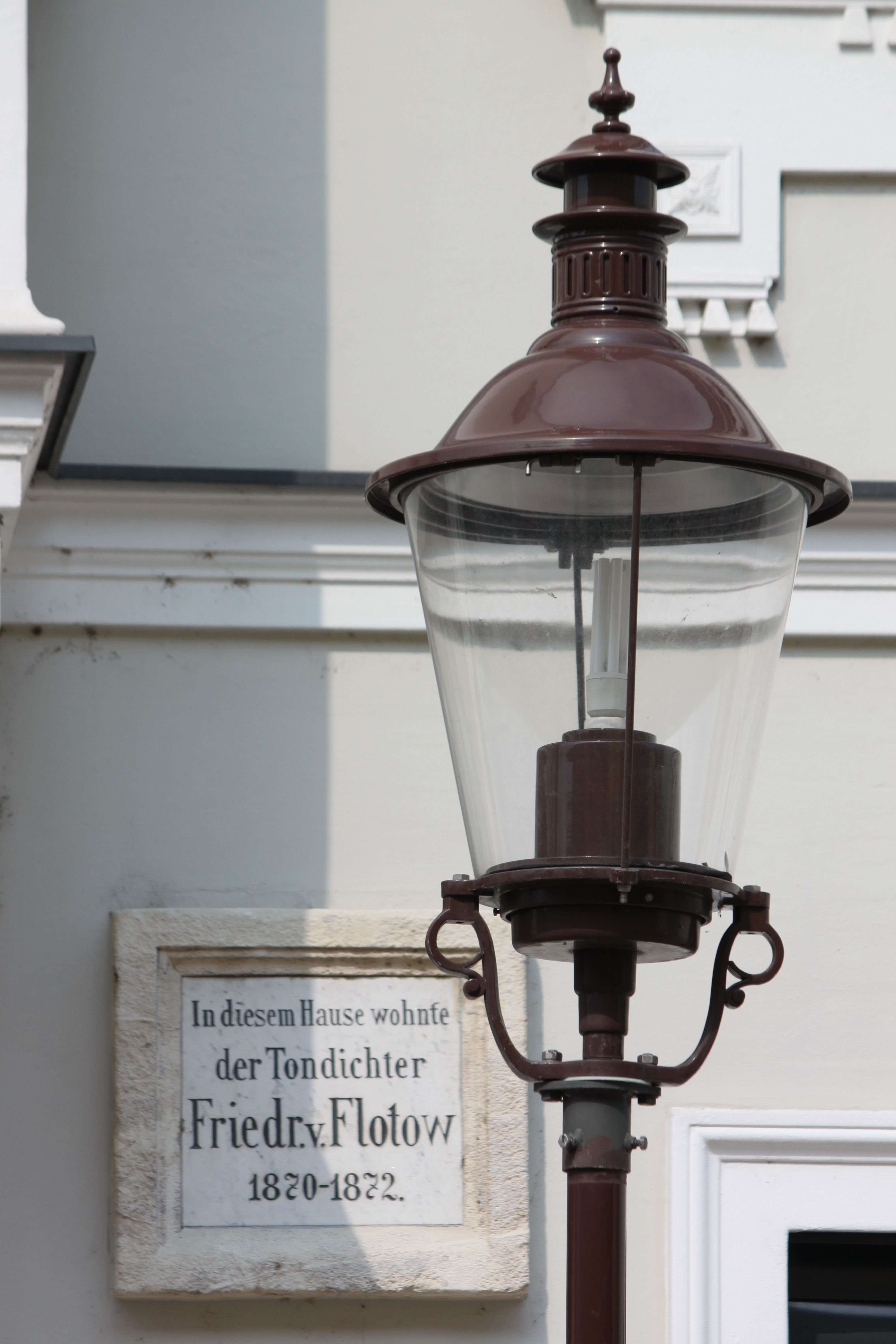
Gedenktafel in Wiener Neustadt

### Persönliches

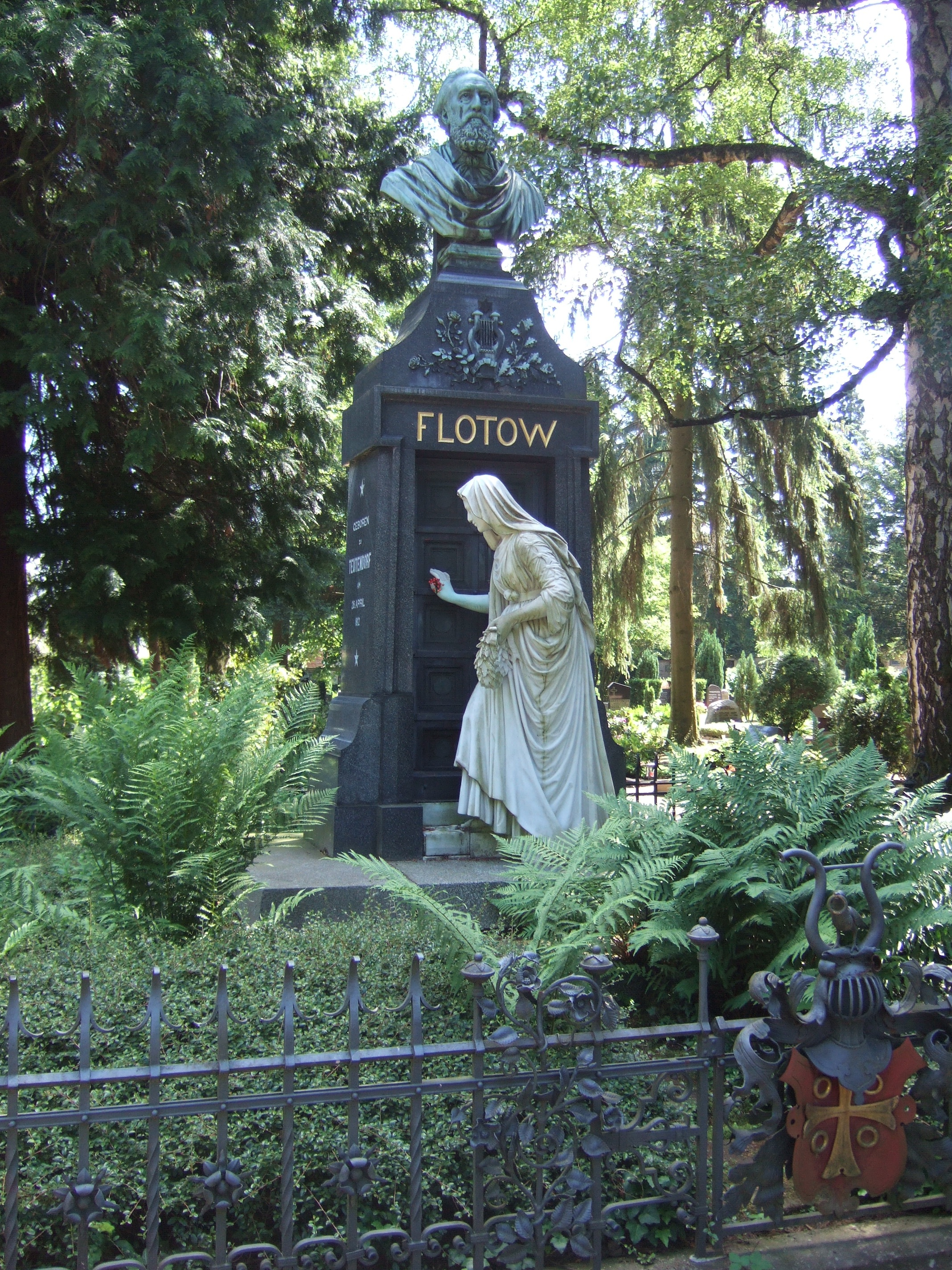
Grab von Friedrich von Flotow auf dem Alten Friedhof in Darmstadt

Grab von Friedrich von Flotow auf dem Alten Friedhof in Darmstadt

Nachdem Flotow 1848 nach Mecklenburg zurückgekehrt war, heiratete er hier am 21. August 1849 die erst sechzehnjährige Elisabeth (Elise) von Zadow (1832–1851); ein aus dieser Ehe hervorgegangener Sohn starb bereits im Alter von neun Monaten. Nach Elisabeths frühem Tod mit achtzehn Jahren heiratete Flotow im November 1855 die Tänzerin Anna Theen (1833–1872), mit der er bereits ein uneheliches Kind hatte (Karoline, 1851–1864) und die ihm noch zwei Söhne, Wilhelm (1855–1872) und Friedrich (1857–1918), gebar. 1867 bekam Anna eine weitere Tochter, Anna Barbara (1867–1950), deren Vaterschaft Flotow jedoch nicht anerkannte, sondern stattdessen die Scheidung einreichte, weil er seine Frau der Untreue bezichtigte.
Am 9. August 1868 heirate Flotow die jüngere Schwester seiner vorigen Ehefrau, Rosina (Rosa, 1846–1925). Aus dieser Ehe ging eine Tochter, Bernhardine (geb. 1869) hervor.
Sein Lebensende verbrachte Flotow ab 1880 bei seiner seit 1878 geschiedenen Schwester Bernhardine Rößner (1811–1883) in Darmstadt. In dem noch heute Villa Flotow genannten Haus starb er, fast gänzlich erblindet, am 24. Januar 1883 – drei Wochen vor Richard Wagner. Sein Grab befindet sich auf dem Alten Friedhof in Darmstadt (Grabstelle: III E 1/2/3/42/43/44). Es handelt sich um ein Ehrengrab.
In seinem Testament bedachte Friedrich von Flotow seine Witwe sowie seine zwei Söhne und seine letzte Tochter, verweigerte jedoch der von ihm nicht abstammenden Tochter seiner ehemaligen Frau, Anna Barbara, jegliche Beteiligung am Erbe über den gesetzlichen Pflichtteil hinaus. Sie war inzwischen von dem Librettisten Richard Genée adoptiert worden.

## Stil
Die Oper Martha bleibt Flotows zeitloses Vermächtnis; sie ist weiterhin im Repertoire internationaler Opernhäuser. Von seinen übrigen Kompositionen sind unter anderem eine ansprechende Musik zu Shakespeares Wintermärchen, einige Ouvertüren, Klaviertrios, zwei Klavierkonzerte und etliche Lieder anzuführen.
Von Flotow kann nicht als bahnbrechender Tondichter gelten. Er lehnte sich unter anderem an Komponisten der Opéra comique – namentlich Auber und Boieldieu, aber auch Offenbach – an, deren geistreiche Grazie er sich bis zu einem bestimmten Grad aneignete. Gemeinhin eignete sich Flotow jedoch keinen ausgeprägten Personalstil zu, sondern komponierte eklektizistisch. So verweisen liedhafte Elemente auf das deutsche Volkslied. Charakteristisch am auffälligsten sind jedoch die am italienischen Melodramma orientierten Solistenthemen, die stark an Donizetti erinnern.
In den Opern Flotows finden sich keine gesprochenen Dialoge. Allerdings sind sie nicht etwa wie Wagners Opern durchkomponiert, sondern bestehen aus einzelnen, aneinandergereihten Gesangsstücken, die durch Rezitativpassagen verbunden sind.
Alles in allem ist seinen Werken eine gewisse Originalität nicht abzusprechen, und selbst der strengere Kritiker muss die leichte, lebendige Bewegung, den anmutigen Melodienfluss und die geschickte und effektvolle Instrumentierung anerkennen, die Flotows Opern leicht konsumierbar machen. Nicht ohne Grund war Martha die meistgespielte Oper in der zweiten Hälfte des 19. Jahrhunderts.

## Werke (Auswahl)
Flotow hat in seinem Leben ein umfangreiches Werk geschaffen, jedoch wurde der Großteil des kompositorischen Nachlasses im Zweiten Weltkrieg in Berlin bei einem Brand im Archiv des Verlags Bote & Bock zerstört. Der persönliche Nachlass ist bis auf wenige Ausnahmen verschollen. 1955 wurde als zentrale Sammelstelle das private Flotow-Archiv in Darmstadt gegründet, der 2008 an die ULB Darmstadt übergeben wurde.

### Bühnenwerke

#### Opern
- Pierre et Cathérine, 1833 Paris → dt. Peter und Kathinka, 1834 Ludwigslust
- Rob Roy (mit Paul Duport und Pierre-Jean-Baptiste Desforges), 1836 Royaumont
- Le Naufrage de la Méduse, 1839 Paris → dt. Die Matrosen, 1845 Hamburg
- L’Esclave de Camoëns, 1843 Paris (deutsch): Indra, das Schlangenmädchen, 1852 Wien
- Alessandro Stradella, 1844 Hamburg
- L'Ame en peine, Opéra fantastique in zwei Akten, Text: Henri Saint-Georges, Uraufführung: 29. Juni 1846, Paris OCLC 1113999056 → dt. Der Förster, Übersetzung: C. N. Bärmann DNB 1120700027 (Digitalisat des Textbuchs der Goethe Universität, Frankfurt am Main)
- Martha oder Der Markt zu Richmond, 1847 Wien, verfilmt 1916: Martha
- Die Großfürstin Sophia Catarina, 1850 Berlin
- Rübezahl, 1853 Frankfurt am Main
- Albin oder Der Pflegesohn, 1856 Wien
- Johann Albrecht, Herzog von Mecklenburg, 1857 Schwerin
- Pianella 1. Akt. L Emil Pohl, als dt. Fass. des Serva Padrona-Sujets UA 27. Dezember 1857 Schwerin; EA Paris 1860 (frz.); New York 1864; Bremen 1881
- Der Müller von Meran, revidierte Version von Albin, 1859 Königsberg
- La Veuve Grapin, 1859 Paris → dt. Die Witwe Grapin, 1862 Berlin und Die unverhoffte Braut, 1947 Berlin[14]
- Am Runenstein (Oper in 2 Abteilungen), 1865 Wien
- Zilda, ou La nuit des dupes, 1866 Paris
- L’Ombre, 1870 Paris (deutsch: Ein Schatten, 1871 Wien)
- La Fleur d’Harlem, 1876 Turin

#### Ballette
- Lady Harriette ou La Servante de Greenwich (1. Akt), 1844 Paris
- Die Gruppe der Thetis, 1858 Schwerin
- Der Tannkönig, ein Weihnachtsmärchen, 1861 Schwerin

### Instrumentalwerke

#### Orchesterwerke
- Klavierkonzert Nr. 1 c-Moll, 1830
- Klavierkonzert Nr. 2 a-Moll, 1831
- Jubelouverture F-Dur, 1852
- Fackeltanz Es-Dur, 1853

#### Kammermusik
- 6 Chants du soir für Cello und Klavier, 1839 (mit Jacques Offenbach); Musikverlag Zimmermann 1995
- 6 Rêveries für Violoncello und Klavier, 1839 (mit Jacques Offenbach); Edition Massonneau 2014
- Trio de salon a-Moll für Violine, Violoncello und Klavier, 1845; Edition Massonneau 2013
- Sonate für Violine und Klavier A-Dur op. 14, 1861; Edition Dohr 2012
- Fantasie für Flöte und Klavier op. 16 (unter op. 16 ist bei Bothe und Bock ein anderes Werk registriert)
- Nocturne für Oboe und Klavier (mit Carl Wacker), op. 47; tre media
- Quartett für Violine, Cello, Horn und Klavier g-Moll
- Streichquartett; Accolade 2011

#### Klaviermusik
- Pièce à quatre mains, 1833
- Trois Valses allemandes, un galop et une mazurka, 1833
- La Mésange, Valse, 1845 OCLC 844225426
- 6 Etüden für Klavier vierhändig, 1874

### Lieder
- Divine Reine! Cantilène, Text: Eugène de Lorlau, B. Latte, Paris, 1845 OCLC 844225411
- 4 Savoyardenlieder op. 17, 1875
- 3 Lieder und Balladen:

Heimweh: „In die Heimat möcht ich wieder“
Lied der Amme: „Schließ die Äuglein, holder Knabe“
Frühlingswunsch
- 3 Lieder:

Silvia: „Kehrt jemals er zurück“
Serenade: „Seit einer Stunde“
Sehnsucht nach der Nachtigall
- 4 Lieder: (Nr. 1 und 4 verschollen)

2. Christabel
3. Alone, not yet alone